# Radziejowice
Radziejowice è un comune rurale polacco del distretto di Żyrardów, nel voivodato della Masovia.
Ricopre una superficie di 80,06 km² e nel 2004 contava 4 748 abitanti.